# Так и будет (фильм)
«Так и будет» — советский двухсерийный телевизионный фильм 1979 года, одна из двух основных сюжетных линий которого основана на одноимённой пьесе Константина Симонова.

## Сюжет
Пётр Рыжухин (Александр Михайлов), танкист, гвардии майор, едет с Дальнего Востока в отпуск в Москву. Между другими делами он планирует вернуть хозяйке сумочку, забытую ею год назад на пляже. Дальнейшие его планы в отношении этой женщины ещё более серьёзны.
Елене Дмитриевне Савельевой (Валентина Карева) за тридцать, она уже несколько лет снова живёт с мамой, хотя формально ещё не развелась. Два года назад она познакомилась с выпускником военной академии; через год они случайно столкнулись на пляже в Гурзуфе. Невольное «вторжение» в московскую квартиру (в забытой сумочке были и ключи) Елена встречает более чем холодно, но Рыжухин так просто не сдаётся. Постепенно человеческие чувства пробивают защитную оболочку «красивой современной равнодушно-скептичной женщины», в которую спряталась Елена. Осознав, насколько майор Рыжухин, цельный, сильный и волевой человек, отличается от привычных ей мужчин, подобных бывшему её мужу Николаше (Владимир Анисько), скульптору, с равнодушием ремесленника штампующему бесконечные копии однажды найденного «удачного» образа, или ленивому ухажёру, работающему с ней в одном конструкторском бюро, классическому бабнику с банально-пошлыми приёмчиками (Юрий Козулин), она решается резко изменить свою жизнь и уезжает с майором в далёкий гарнизон на китайской границе.
Вся эта история разворачивается на глазах и даже при участии матери Елены, Ольги Фёдоровны (Наталья Варлей), и порой пугающе напоминает ей её собственную молодость. В апреле 1945 года за новым назначением в Москву на несколько дней приехал с фронта инженер-полковник Савельев (Кирилл Лавров). В своей квартире, где он жил с женой и дочкой, погибшими в первый же день войны, Дмитрий Иванович застал новых жильцов. Ими оказались знаменитый архитектор академик Воронцов (Андрей Петров), заочно, по книгам, домам и мостам, прекрасно знакомый гражданскому инженеру Савельеву, и его дочь Оля. В их дом попала бомба, и семью Воронцовых временно вселили в пустующую квартиру пропавшей в 1941 году без вести семьи Савельевых. Между Олей и Савельевым постепенно возникло взаимное чувство. И если Оля Воронцова, цельная и чистая натура, несмотря на разницу в возрасте, была готова без колебаний довериться пришедшей к ней любви, то Дмитрия Ивановича долго сдерживала спасительная привычка человека, привыкшего к мысли, что его семейное счастье осталось в прошлом. И страх, что красивую молодую женщину может обманчиво увлечь романтическое восприятие выдуманного образа орденоносного героя-сапёра.
Савельев погиб в Маньчжурии четыре месяца спустя, в августе 1945-го. И теперь Ольга Фёдоровна Савельева, сидя в квартире со следами стремительных сборов Елены в дорогу, на тот же самый Дальний Восток, одновременно смеётся, радуясь за свою дочь, и плачет, понимая, что у Елены будет своя жизнь вдали от матери.
Сценарное решение фильма весьма своеобразно. Основная сюжетная линия 1970-х годов представляет собой классический сиквел одноимённой пьесы Константина Симонова, а серия флэшбеков, возвращающих действие в 1945 год — практически дословную экранизацию этой знаменитой пьесы. Правда, её действие зачем-то перенесено более чем на полгода вперёд.

## В ролях
| Наталья Варлей      | Оля Воронцова, она же Ольга Фёдоровна Савельева                                                        |
| Андрей Петров       | Фёдор Алексеевич Воронцов, академик архитектуры, отец Ольги                                            |
| Кирилл Лавров       | инженер-полковник Дмитрий Иванович Савельев, командир инженерно-сапёрной бригады                       |
| Екатерина Васильева | майор медицинской службы Анна Григорьевна Греч, фронтовой друг полковника Савельева                    |
| Леонард Варфоломеев | полковник Иванов, фронтовой друг полковника Савельева                                                  |
| Георгий Дворников   | лейтенант Василий Каретников, адъютант полковника Савельева, бывший актёр одного из московских театров |
| Анатолий Егоров     | Сергей Николаевич Синицын, аспирант академика Воронцова, затем начальник Ольги Фёдоровны               |
| Валентина Карева    | Елена, дочь Дмитрия Ивановича и Ольги Фёдоровны Савельевых                                             |
| Александр Михайлов  | гвардии майор Пётр Семёнович Рыжухин                                                                   |
| Владимир Анисько    | Николай («Николаша»), бывший муж Елены, скульптор                                                      |
| Татьяна Малягина    | Сонечка                                                                                                |
| Юрий Козулин        | Анатолий Максимович, сослуживец Елены                                                                  |
| Гия Кобахидзе       | капитан второго ранга Отар Челидзе, сосед Рыжухина по гостиничному номеру                              |
| Екатерина Ляхова    | подруга Елены                                                                                          |
| Валентина Колосова  | эпизод                                                                                                 |

## Съёмочная группа
| Режиссёр   | Лев Мирский          |
| Сценарист  | Анатолий Галиев      |
| Оператор   | Геннадий Трубников   |
| Композитор | Леонид Афанасьев     |
| Художник   | Владислав Расторгуев |